# 12 Stones (musikalbum)
12 Stones är det självbetitlade debutalbumet från amerikanska rockbandet 12 Stones. Det utgavs 23 april 2002 på Wind-up Records. 
World Wrestling Entertainment använde några låtar i reklamsammanhang. "Home" var låten för WWE Desire-videon till Kurt Angle. "Broken" används under pay-per-view-eventet WWE Judgment Day i maj 2002.
Albumet debuterade på plats #147 på Billboard 200. I oktober 2008 hade albumet sålts i 138 734 exemplar.

## Låtlista
1. "Crash" – 3:42
2. "Broken" – 2:59
3. "The Way I Feel" – 3:47
4. "Open Your Eyes" – 3:11
5. "Home" – 3:24
6. "Fade Away" – 3:56
7. "Back Up" – 3:57
8. "Soulfire" – 2:54
9. "In My Head" – 3:53
10. "Running Out of Pain" – 3:11
11. "My Life" – 3:04
12. "Eric's Song" – 3:23

## Singlar
1. "Broken"
2. "The Way I Feel"
3. "Crash"